# Golgona Anghel
Golgona Anghel (Roménia/Portugal, 1979), é Professora Auxiliar no Departamento de Estudos Portugueses da Faculdade de Ciências Sociais e Humanas da Universidade NOVA de Lisboa e Investigadora no Instituto de Estudos de Literatura e Tradição (IELT-FCSH/UNL). Licenciou-se em 2003, em Línguas e Literaturas Modernas, na variante Estudos Portugueses e Espanhóis, na Faculdade de Letras da Universidade de Lisboa.  Em 2009, concluiu o Doutoramento em Estudos Portugueses, com especialização em Literatura Portuguesa Contemporânea, na mesma universidade (FLUL). Publicou alguns livros de ensaios — Eis-me acordado muito tempo depois de mim, uma biografia de Al Berto (Quasi Edições, 2006), Cronos decide morrer, viva Aiôn, Leituras do tempo em Al Berto (Língua Morta, 2013), A forma custa caro. Exercícios inconformados (Documenta, 2018) — e preparou uma edição diplomática dos Diários do poeta Al Berto (Assírio & Alvim, 2012).  Escreve também poesia: Vim porque me pagavam, (Mariposa Azual, 2011), Como uma flor de plástico na montra de um talho (Assírio & Alvim, 2013), Nadar na piscina dos pequenos (Assírio & Alvim, 2017).

## Biografia
Golgona Anghel 
Estudou na Faculdade de Letras da Universidade de Lisboa onde em 2003, se licenciou em Estudos Portugueses e Espanhóis.
Paralelamente à sua carreira enquanto escritora, Golgona Anghel é investigadora no Instituto de Estudos de Literatura e Tradição (IELT) da Faculdade de Ciências Sociais e Humanas  da Universidade Nova de Lisboa, onde também é professora no Departamento de Estudos Portugueses.

## Reconhecimento
Ganhou o Prémio P.E.N. Clube Português de Poesia em 2013, com o livro Como uma Flor de Plástico na Montra de um Talho publicado pela editora Assírio & Alvim.
Em 2022, a Câmara Municipal de Lisboa convidou 48 autoras (cantautoras, poetas, escritoras), a escreverem uma frase alusiva à liberdade, Golgona Anghel foi uma delas. As 48 frases foram depois pintadas no chão da cidade no âmbito das comemorações dos 48 anos do 25 de Abril.

## Obras Seleccionadas
Entre as suas obras encontram-se: 
- 2006 - Eis-me acordado muito tempo depois de mim: uma biografia de Al Berto, com prefácio de Agustina Bessa-Luis, Quasi Edições, ISBN: 9789895522170
- 2007 - Crematório sentimental, Quasi Edições, ISBN: 9789895522422
- 2011 - Vim porque me pagavam, editora Mariposa Azual, ISBN: 978-972-8481-24-7
- 2013 - Como uma Flor de Plástico na Montra de um Talho, Assírio & Alvim, ISBN: 978-972-37-1687-0[6]
- 2018 - Nadar na piscina dos pequenos, Assírio & Alvim, ISBN: 978-972-37-1964-2
- 2018 - A Forma custa caro, editora Documenta, ISBN: 9789898902283